# EFF Pioneer Award
EFF Pioneer Award (Нагорода новатору від EFF) з 2022 року носить назву EFF Awards — щорічна премія від Electronic Frontier Foundation (EFF), що вручається особам, які зробили значний внесок у розширення прав і можливостей індивідуумів за допомогою комп’ютерів. До 1998 року церемонія представлення до нагороди відбувалась у Вашингтоні (США). Після цього нагородження проходило на конференції «Комп’ютери, свобода і приватність». У 2007 році нагородження відбулося на O'Reilly Media «Emerging Technology Conference».

## Лауреати
- 1992: Дуглас Енгельбарт, Роберт Елліот Кан, Том Дженнінгс[en], Джим Воррен[en], Анджей Смеречиньский[pl]
- 1993: Пол Берен, Вінтон Серф, Ворд Крістенсен[en], Дейв Г'юз, розробники Usenet (отримана Томом Траскоттом[en] і Джимом Еллісом[en])
- 1994: Айвен Сазерленд, Білл Аткінсон[en], Вітфілд Діффі і Мартін Геллман, Мюррей Турофф[en] і Стар Роксанна Гільц[en], Лі Фельзенштейн[en] і The WELL[en] (Whole Earth 'Lectronic Link)
- 1995: Філ Циммерманн, Аніта Борг, Вілліс Веа[en]
- 1996: Роберт Меткалф, Пітер Нейман[en], Шаббір Сафдар і Метт Блейз[en]
- 1997: Геді Ламар і Джордж Антейл (спеціальна нагорода, посмертно для Антейла), Йохан Гельсінгіус[en], Марк Ротенберг[en]
- 1998: Лінус Торвальдс, Річард Столмен, Барбара Сімонс[en]
- 1999: Джон Постел[en] (посмертно), Дразен Пантік (англ. Drazen Pantic), Саймон Девіс[en][2]
- 2000: «Бібліотекарі всюди» (вручена Карен Г. Шнайдер), Тім Бернерс-Лі, Філіп Агре[en]
- 2001: Брюс Енніс[en] (посмертно), Сет Фінкельштейн (англ. Seth Finkelstein), Стефані Перрен (англ. Stephanie Perrin)
- 2002: Ден Гіллмор[en], Бет Гівенс (англ. Beth Givens), Джон Йохансен[en] і розробники DeCSS
- 2003: Емі Гудман, Ебен Моглен[en], Девід Собел (англ. David Sobel)[3]
- 2004: Кім Александер (англ. Kim Alexander, Девід Ділл[en], Аві Рубін[en] (з питань безпеки пов’язаних з електронним голосуванням)
- 2005: Мітч Капор[en], Едвард Фельтен[en], Патрік Болл[en]
- 2006: Craigslist, Gigi Sohn[en], Джиммі Вейлз
- 2007: Йохай Бенклер[en], Корі Докторов, Брюс Шнаєр
- 2008: Mozilla Foundation та її голова Мітчелл Бейкер; Майкл Гейст[en]; та інформатор з AT&T Марк Кляйн[en][4]
- 2009: Лімор Фрід[en], Гаррі Херсті[en] і Карл Маламуд[en]
- 2010: Стівен Афтергуд[en], Джеймс Бойл[en], Памела Джонс[en] автора та редактор сайту Groklaw[en] і  Харі Крішна Прасад[en]
- 2011: Рон Вайден, Ян Голдберг[en] і Nawaat.org[en]
- 2012: Ендрю Хуан[en], Джеремі Циммерманн[en], проєкт Tor
- 2013: Аарон Шварц (посмертно), Джеймс Лав[en], Гленн Грінвальд[en] і Лора Пойтрес
- 2014: Франк Ла Рю[en], Зої Лофгрен[en], Тревор Пеглен[en]
- 2015: Каспар Боуден[en] (посмертно), Citizen Lab[en], Анрієт Естергуйзен[en] і Асоціація прогресивних комунікацій[en] і Кеті Сьєрра[en][5]
- 2016: Малкія Сиріл[en] з MediaJustice[en], активіст захисту даних Макс Шремс[en], автори доповіді «Ключі під хідником» і сенатори штату Каліфорнія Марк Лено[en] і Джоел Андерсон[en][6][7]
- 2017: Челсі Меннінг, Майк Маснік[en], Енні Гейм (англ. Annie Game)[8]
- 2018: Стефані Ленц[en], Джо Макнемі (англ. Joe McNamee) з EDRi, Сара Т. Робертс[en][9]
- 2019: Дана Бойд[en], Oakland Privacy, Вільям Ґібсон[10]
- 2020: Джой Буоламвіні[en], Тімніт Ґебру[en], Дебора Раджі[en], Даніель Блант (англ. Danielle Blunt), співтовариство Open Technology Fund[en]
- 2021: Кейд Крокфорд (англ. Kade Crockford), Пем Діксон (англ. Pam Dixon), Метт Мітчелл[en][11]

Премія змінила назву на EFF Awards:
- 2022: Алаа Абд Ель-Фаттах[en], Digital Defense Fund, Кайл Вінс[12].
- 2023: Олександра Елбакян, Library Freedom Project [en], Signal Foundation[13]
- 2024: Кароліна Ботеро (англ. Carolina Botero), Connecting Humanity[en], 404 Media[en][14]